# Al Bangura
Alhassan Bangura (Freetown, 24 gennaio 1988) è un ex calciatore sierraleonese, di ruolo centrocampista.

## Carriera

### Club
Durante la sua carriera veste la maglia del Watford, del Brighton & Hove Albion e del Blackpool. Sia con il Watford che con il Blackpool ottiene la promozione in Premier League.

### Nazionale
L'11 ottobre 2008 fa il suo debutto con la Nazionale sierraleonese, in Nigeria-Sierra Leone 4-1.